# Apelioma
Apelioma is een geslacht van vliesvleugeligen uit de familie Pteromalidae. De wetenschappelijke naam van dit geslacht is voor het eerst geldig gepubliceerd in 1956 door Delucchi.

## Soorten
Het geslacht Apelioma omvat de volgende soorten:
- Apelioma pteromalinum (Thomson, 1878)
- Apelioma restrictum Graham, 1961